# Бреница (Силистренская область)
Бреница (болг. Бреница) — село в Болгарии. Находится в Силистренской области, входит в общину Тутракан. Население составляет 246 человек.

## Политическая ситуация
В местном кметстве Бреница, в состав которого входит Бреница, должность кмета (старосты) исполняет Наджи Исуф Юмер (независимый) по результатам выборов.
Кмет (мэр) общины Тутракан — Георги Димитров Георгиев (Болгарская социалистическая партия (БСП)) по результатам выборов.